# Villamartín de Campos
Villamartín de Campos è un comune spagnolo di 148 abitanti situato nella comunità autonoma di Castiglia e León.